# Sioux (banda)
Sioux es un grupo musical español que tiene su origen en Salvatierra (Álava). La trayectoria del grupo vasco en el mundo de la música comenzó formalmente durante el 2005. Nació formado por cuatro componentes: Zigor y Kepa Leza (hermanos), Iban e Iñaki. Zigor y Kepa anteriormente eran el cantante y el batería, respectivamente, del grupo Kaos Etíliko que acabó por disolverse y del que el resto de ocupantes del grupo creó Kaotiko y Zigor y Kepa formaron Lacaza y publicaron un disco, sin embargo este grupo apenas duró, disolviéndose para formar definitivamente Sioux.
El primer disco, “Sopla el viento”, cuenta con 13 canciones. Empezó a grabarse a finales del 2004, en los estudios “Elkar”, en Donostia. Su segundo disco, “De vuelta” fue autoproducido en el 2007, y cuenta con 11 canciones. En sus temas tratan tanto temas cotidianos del día a día, como sentimentales. El estilo que tocan está un poco entre el clásico punk-rock y algo un tanto más suave y cercano al público, utilizando estribillos pegadizos donde se puede percibir ciertas trazas del pop.

## Colaboraciones
- Fernando Madina – Reincidentes
- Kutxi Romero – Marea
- Juan José Leza
- Poxpo
- Gerardo (vantroi México)
- Zigor colaboró con el grupo argentino Deltoya en la canción "Paciencia" (2007) versión que más tarde grabaría con su nueva banda, K.O. Etíliko en 2017.

## Discografía
- 2005: Sopla el viento
  - 1 Otro Más
  - 2	Egoísta
  - 3	Suerte
  - 4	Autoestima
  - 5	Voy A Pasármelo Muy Bien
  - 6	La Política
  - 7	Está Muy Buena
  - 8	No Lo Olvides Nunca
  - 9	Eres Tú
  - 10	Sioux
  - 11	Deja Que Hablen
  - 12	Entzun Maite
  - 13	Viejo Amigo

- 2007: De vuelta
  - 1 Ambición
  - 2	Cara o cruz
  - 3	De vuelta
  - 4	El indio
  - 5	En pie de guerra
  - 6	Hoy es mi día
  - 7	Humilde y tenaz
  - 8	Jugando con fuego
  - 9	Pierdo el rumbo
  - 10	Traición
  - 11	Tu decides

- 2010: La clave

- - 01 Historias del rock & roll
  - 02 Saber estar
  - 03 Nunca es tarde
  - 04 Condenado a matar
  - 05 Ella
  - 06 Donde vas
  - 07 La clave
  - 08 A tu lado
  - 09 Echale valor
  - 10 Amets
  - 11 Outro

## Conciertos registrados
- 06/07/2007: Legazpiko Gaztetxea Legazpia (Guipúzcoa), España
- 13/10/2007: "La Peña" Segovia, España
- 08/12/2007: Studio 54 León, España
- 12/04/2008: Festival de Primavera de La Llanada Pabellón Instituto Aniturri Salvatierra, España
- 17/07/2008: Derrame Rock #13 Agones 33129 Pravia, España
- 22/11/2008: Trafo Club Zábřeh na Moravě, República Checa
- 11/04/2009: The Swinging Sporran Birmingham, Reino Unido
- 16/04/2009: Extremúsika, Albergue Juvenil de Mérida, España
- 29/04/2009: Majáles OU Ostrava, República Checa
- 04/07/2009: Ramales Fusion Festival, Ramales de la Victoria, España
- 31/07/2009: Festival Rock Aliaga, Peralejos de las Truchas (Guadalajara), España
- 21/11/2009: Eztanda Irratiako 10º urteurrena Sociedad Aritzaga, Iturmendi, España
- 13/03/2010: Pabellón La Cantábrica, El Astillero, Cantabria, España
- 20/03/2010: KultuurKaffee Brussels, Bruselas, Bélgica